# John Farnham
John Farnham, född 1 juli 1949 i London, är en brittiskfödd australisk popsångare, som bland annat är känd för låten "You're the Voice" som blev en internationell framgång.

## Tidiga år
John Farnham föddes i London men hans familj emigrerade till Australien och Melbourne när John var tio år gammal. Farnham kom under 1970- och tidiga 1980-talet att genomleva en väldigt skakig musikkarriär, med både med- och motgångar, vilket var ekonomiskt påfrestande för honom personligen. 

## Musikkarriär
Han kom sedermera att bli ett internationellt erkänt artistnamn, även om hans framgångar varit som allra störst och mest bestående hemma i Australien och även i Nya Zeeland. Efter att ha varit sångare i Little River Band i 1980-talets början kom så Farnhams stora musikaliska genombrott som soloartist 1986 då albumet "Whispering Jack" släpptes, som än idag är Australiens mest sålda album. 
Singeln "You're the Voice" blev en enorm internationell framgång och hamnade högt upp på listorna i Europa. Från de följande årens album, "Age of Reason" 1988 och "Chain Reaction" 1990, nådde visserligen singlarna "Age of Reason" och "That's Freedom" den internationella publiken men rönte inte samma enorma framgångar som "You're the Voice" och hans internationella karriär avstannade. 
Farnham fortsatte under hela 1990-talet att släppa nya album och turnera i Australien och Nya Zeeland, och även om detta numera inte sker i samma utsträckning som tidigare, så förblir John Farnham fortfarande en av hemlandets mest framgångsrika och populära artister någonsin. Den sista gången han framträdde inför en internationell publik var när han sjöng en duett med Coldplay på Sound relief, 2009. Då framförde han "You're the voice".

## Diskografi
- 1993 – Then Again med låten Angels